# 8-я гвардейская воздушно-десантная дивизия
8-я гвардейская воздушно-десантная Первомайская дивизия — воинское соединение Вооружённых сил СССР, принимавшее участие в Великой Отечественной войне.

## История
8-я гвардейская воздушно-десантная дивизия сформирована в соответствии с Постановлением ГКО и приказом Народного комиссара обороны № 00253 от 08 декабря 1942 года на базе частей и соединений 10-го воздушно-десантного корпуса (2-го формирования), дислоцированного на аэродроме Внуково и прилегающих к нему населенных пунктах (Переделкино, Толстопальцево и другие). Готовность соединения к боевым действиям определена 1 января 1943 года. Командиром дивизии был назначен бывший командир 10-го воздушно-десантного корпуса (2-го формирования), участник героической обороны Одессы и Севастополя генерал-майор А. Г. Капитохин 
По окончании формирования и боевой подготовки, дивизия из Внуково на автомашинах переброшена на Северо-Западный фронт, где с февраля по апрель 1943 года входила в состав 68-й армии. Участвовала в ликвидации остатков рамушевского коридора и ожесточенных боях на реках Ловать и Редья. Именно полками 8-й гвардейской ВДД взято Рамушево.
После 24 апреля 1943 года дивизия была выведена из боя и по маршруту Рамушево — Мокрый Остров отведена для погрузки в эшелоны. По железной дороге переброшена в Воронежскую и Липецкую области на станции Грязи и Усмань. В начале мая 1943 года дивизия вошла в состав 20-го гвардейского стрелкового корпуса (5-я гв. вдд, 7-я гв. вдд, 8-я гв. вдд) 4-й гвардейской армии Воронежского фронта. Отличилась в июле-августе 1943 года во время Белгородско-Харьковской наступательной операции, в том числе при отражении мощного немецкого контрудара под Ахтыркой.
3 октября 1943 года вошла в состав 21-го гвардейского стрелкового корпуса (8-я гв. вдд, 80-я гв. стр. дивизия, 69-я гв. стр. дивизия), затем снова находилась в составе 20-го гвардейского стрелкового корпуса. Принимала участие в заключительном этапе Курской битвы, освобождении Черниговской и Полтавской областей. Действуя из района г. Котельва, освободив поселки Опошня и Диканька, в ночь на 23 сентября 1943 года дивизия овладела северо-западной частью Полтавы и установила взаимодействие с частями 5-й гвардейской армии. В ночь на 5 октября 1943 года части 8-й гвардейской воздушно-десантной дивизии форсировали Старый Днепр, а на следующую ночь — реку Днепр и захватили плацдармы на правом берегу в районе населенных пунктов Вороновка и Короповка.
19 октября 1943 года дивизия была снята с плацдарма и передана в состав 7-й гвардейской армии Степного фронта. Вела оборонительные бои в районе населенного пункта Новостародуб на реке Ингулец до первой половины декабря 1943 года. Затем дивизия наступала по направлению Краснополье — Григорьевка — Новая Прага — станция Шаровка. На этом рубеже вела бои с переменным успехом до марта 1944 года. Принимая участие во вспомогательном ударе на левом крыле 2-го Украинского фронта во время проведения Уманско-Ботошанской наступательной операции, дивизия наступала в направлении Ингуло-Каменка — Компанеевка — Пятихатки — Арбузинка. В районе села Семёновка дивизия вышла на левый берег реки Южный Буг. 22 марта 1944 года 22-й и 27-й гвардейские воздушно-десантные полки 8-й гвардейской ВДД совместно с 108-м гвардейский стрелковым полком 36-й гвардейской Верхнеднепровской стрелковой дивизии форсировали реку Южный Буг в районе села Мигия Первомайского района, захватили плацдарм на правом берегу в районе села Грушевка Первомайского района и, ведя бои с передовыми подразделениями 106-й и 282-й пехотных дивизий противника, вышли на южную окраину города Первомайск.
В это время 25-й гвардейский воздушно-десантный полк форсировал реку Южный Буг в районе севернее Семёновки и совместно с полками 81-й гвардейской Красноградской стрелковой дивизии освободил села Романова Балка, Ивановка, Соколовка и другие. Выйдя в район полевого аэродрома Голта, дивизия создала угрозу окружения немецко-румынской группировки, удерживающей Первомайск. Противник в спешке оставил город и начал отступление.
За отличие в боях за освобождение города Первомайск дивизия, приказом ВГК № 075 от 1 апреля 1944 года была удостоена почётного наименования «Первомайская».
В дальнейшем полки дивизии освобождали северные районы Николаевской, Одесскую область, Молдавию, Румынию. 24 августа 1944 года дивизия по железной дороге переброшена в г. Киржач Владимирской области для доукомплектования и дальнейшего использования в качестве воздушного десанта на территории Восточной Пруссии в районе Кенигсберга. На основании постановления ГОКО № 6351 от 9 августа 1944 года и директивы ГШКА № орг/2/311737 от 11 августа 1944 года, дивизия была переформирована по новым штатам и стала состоять из 3-х воздушно-десантных бригад и отдельной роты связи. Дивизия закончила формирование к 1 ноября 1944 года и отрабатывала прыжки на парашютах с аэростатов и самолётов. 11 ноября командир 39-го гвардейского воздушно-десантного корпуса — гвардии генерал-лейтенант Тихонов вручил бригадам гвардейские Красные знамёна. Дивизия продолжала бригадные учения до середины декабря.
27 декабря 1944 года, несмотря на десантную подготовку, 8-я гвардейская воздушно-десантная Первомайская дивизия, приказом Ставки Верховного Главнокомандования № 0047 от 18 декабря 1944 года, директивой ГШКА № орг/2/309329, начала переформирование в 107-ю гвардейскую стрелковую Первомайскую дивизию.

## Подчинение
| Дата                     | Фронт (округ)                 | Армия                 | Корпус (группа)                          | Примечания |
| ------------------------ | ----------------------------- | --------------------- | ---------------------------------------- | ---------- |
| февраль-апрель 1943 года | Северо-Западный фронт         | 68-я армия            | -                                        |            |
| май-октябрь 1943 года    | Воронежский фронт             | 4-я гвардейская армия | 20-й гвардейский стрелковый корпус       |            |
| октябрь-ноябрь 1943 года | Воронежский фронт             | 4-я гвардейская армия | 21-й гвардейский стрелковый корпус       |            |
| декабрь 1943 года        | Воронежский фронт             | 4-я гвардейская армия | 20-й гвардейский стрелковый корпус       |            |
| — август 1944 года       | Степной, 2-й Украинский фронт | 7-я гвардейская армия | 25-й, 24-й гвардейский стрелковый корпус |            |

## Состав
С момента формирования:
- 22-й гвардейский воздушно-десантный стрелковый полк
- 25-й гвардейский воздушно-десантный стрелковый полк
- 27-й гвардейский воздушно-десантный стрелковый полк
- 9-й гвардейский воздушно-десантный артиллерийский полк
- 7-й отдельный гвардейский истребительно-противотанковый дивизион
- Отдельный гвардейский учебно-стрелковый батальон
- 4-я отдельная гвардейская разведывательная рота
- 6-й отдельный гвардейский сапёрный батальон
- 7-я отдельная гвардейская рота связи
- Отдельная гвардейская зенитно-пулемётная рота
- 5-й отдельный гвардейский медико-санитарный батальон
- 2-я отдельная гвардейская рота химической защиты
- 3-я отдельная гвардейская авторота подвоза
- 1-я полевая хлебопекарня
- 16-й дивизионный ветеринарный лазарет
- 2626-я полевая почтовая станция
- 1820-я полевая касса Государственного банка

С 11 августа 1944 года:
- 25-я гвардейская воздушно-десантная бригада (сформирована на базе 25-го гв. вдсп)
- 26-я гвардейская воздушно-десантная бригада (сформирована на базе 22-го гв. вдсп)
- 27-я гвардейская воздушно-десантная бригада (сформирована на базе 27-го гв. вдсп)
- Отдельная гвардейская рота связи

## Командование дивизии

### Командиры
- Капитохин, Александр Григорьевич (08.12.1942 — 07.06.1943), гвардии генерал-майор;
- Стенин, Владимир Филиппович (08.06.1943 — 04.09.1943), гвардии генерал-майор;
- Богданов, Михаил Андреевич (05.09.1943 — 29.12.1944), гвардии генерал-майор[6]

### Заместители командира дивизии по строевой части
- Пастухов (08.12.1942 —), гвардии подполковник
- Уласовец, Александр Игнатьевич (1944—1944), гвардии полковник
- Куприянов Александр Петрович (1944 — 29.12.1944), гвардии полковник

### Заместители командира дивизии по политической части
- Саяпин Василий Фёдорович (08.12.1942 — 02.12.1944), гвардии старший батальонный комиссар, гвардии подполковник;
- Снегирёв Алексей Сергеевич (02.12.1944 — 29.12.1944), гвардии подполковник[7]

### Начальники штаба дивизии
- Чернявин Павел Георгиевич (08.12.1942 — 20.07.1943), гвардии подполковник
- Некрасов, Юрий Петрович (1943 — 29.12.1944), гвардии подполковник, гвардии полковник

## Награды и почётные наименования
| Награда (наименование)               | Дата награждения                                            | За что получена                                                                       |
| ------------------------------------ | ----------------------------------------------------------- | ------------------------------------------------------------------------------------- |
| Почётное звание «Гвардейская»        | присвоено приказом НКО СССР № 00253 от 08 декабря 1942 года | при формировании дивизии                                                              |
| Почётное наименование «Первомайская» | присвоено приказом ВГК № 075 от 1 апреля 1944 года          | в ознаменование одержанной победы и отличие в боях при освобождении города Первомайск |

## Герои Советского Союза
- Кузьменко, Иван Пантелеевич, гвардии лейтенант, командир роты 22-го гвардейского воздушно-десантного полка. Указ Президиума Верховного Совета СССР от 22 февраля 1944 года. Звание присвоено посмертно.

## Память
- Улица 8-й воздушно-десантной дивизии в городе Первомайске Николаевской области, Украина.
- Монумент воинам 8-й гвардейской воздушно-десантной дивизии, погибшим при форсировании реки Южный Буг у села Романова Балка Первомайского района Николаевской области, Украина.
- Музей 8 (107)-й гвардейской Первомайской Краснознаменной ордена Суворова воздушно-десантной дивизии при средней школе № 41 района Внуково города Москвы.